# George C. Hugg
George C Hugg, född 23 maj 1848 i New Jersey, död 13 oktober 1907, var en amerikansk kompositör. Hans första sång, Walk in the Light, publicerades när han var fjorton år gammal. Hans sammanlagda produktion är fler än 2000 kompositioner, bland annat sånger för söndagsskolan och för speciella tillfällen så som jul och påsk. Hans sånger har översatts till många språk.
Hugg skrev många böcker varav två, Rich in Blessing och Light in the Valley, såldes i fler än 100 000 exemplar av varje.

## Några av Huggs sånger
- Ingen lik Jesus i fröjd och smärta
- No, Not One
- Scatter Precious Seed
- We'll Never Say Good-Bye
- I Expect to Get to Heaven by the Same Old Way
- Father Holds the Hand